# ジャン＝フランソワ・ピエール・ペイロン

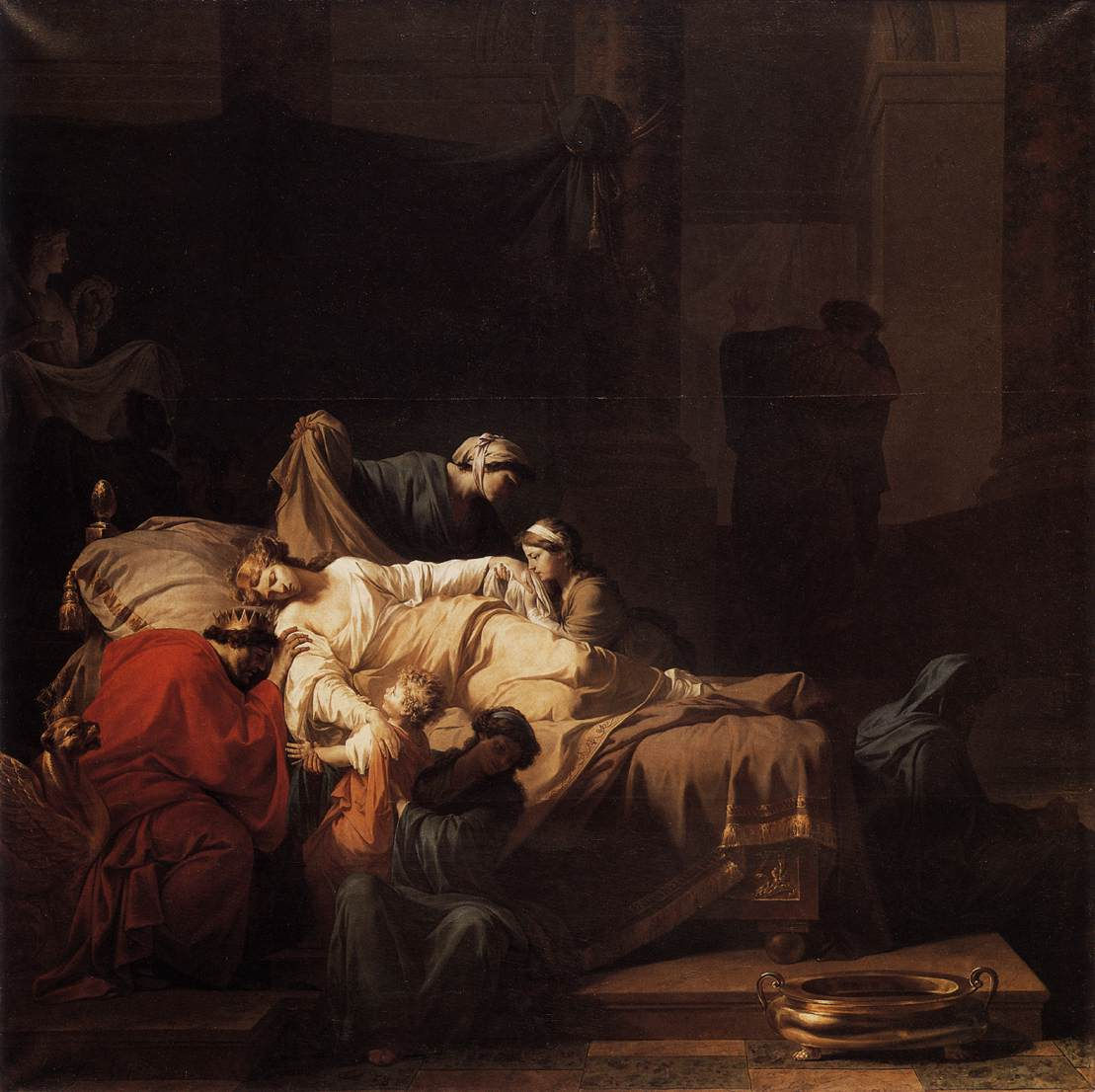
ペイロン作、「死の床のアルケスティス」(1785)、ルーブル美術館蔵

ジャン＝フランソワ・ピエール・ペイロン（Jean-François-Pierre Peyron、1744年12月15日 - 1814年1月20日）は、フランスの新古典主義の画家である。ジャック＝ルイ・ダヴィッド(1748-1825)の同時代の画家である。

## 略歴
フランス南部のエクス＝アン＝プロヴァンスで生まれた。エクス＝アン＝プロヴァンスの画家、クロード・アルヌルフィ(Claude Arnulphy: 1697 -1786)に学んだ後、ルイ＝ジャン＝フランソワ・ラグルネの弟子になった。1773年のローマ賞のコンクールでは、ジャック＝ルイ・ダヴィッドと競って優勝した。（ダヴィッドは翌年、ローマ賞を受賞する。）1775年から1782年の間、ローマに滞在し、在ローマ・フランス・アカデミーで学び、フランス国王の美術分野の有力者、ダンジヴィレ伯爵(Charles Claude Flahaut de La Billarderie, comte d’Angiviller)やフランスの枢機卿で外交官のフランソワ＝ジョアシャン・ド・ピエール・ド・ベルニから支援を受け、彼らから作品の注文を受けた。
フランスに戻ると、サロン・ド・パリに出展し、ダヴィッドと評価を競うが、高い評価はダヴィッドに与えられ、1787年のサロンでは、アカデミーから与えられた同じテーマの「ソクラテスの死」を題材に描かなければならなかったが、仕事は遅れ、素描を出展することになった。1787年に、入会申請作品として提出して、王立絵画彫刻アカデミーの会員になった。
1785年に国立ゴブラン製作所の監督の仕事に任じられていたが、フランス革命で解任された。この後、病気がちになった。
1814年にペイロンが亡くなった後、ダヴィッドは弔辞で「ペイロンは私の芸術の目を開かせてくれた (Il m'a ouvert les yeux.)。 」と述べた。
弟子には オーギュスト・オーベール(Augustin Aubert: 1781–1857)やオラース・ルコック・ド・ボワボードラン(Horace Lecoq de Boisbaudran: 1802-1897)、ニコラ＝アンドレ・モンシオー(Nicolas-André Monsiau: 1754–1837)、アンリ・ブゲ(Henri Buguet: 1761-1835)らがいる。

## 作品

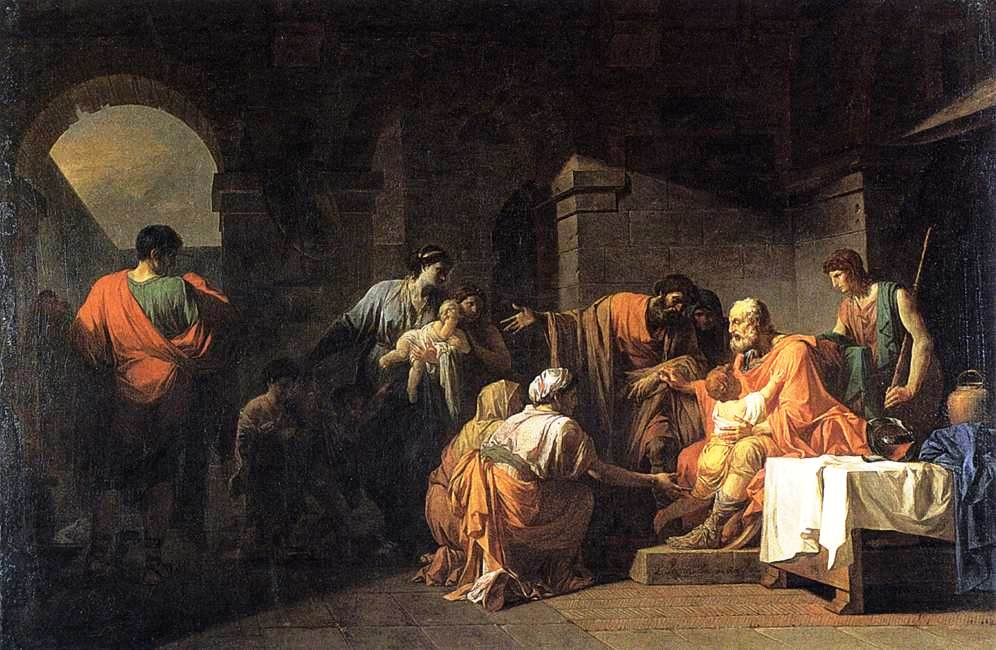
「農民から施しを受けるベリサリウス」(1779) オーギュスタン美術館蔵
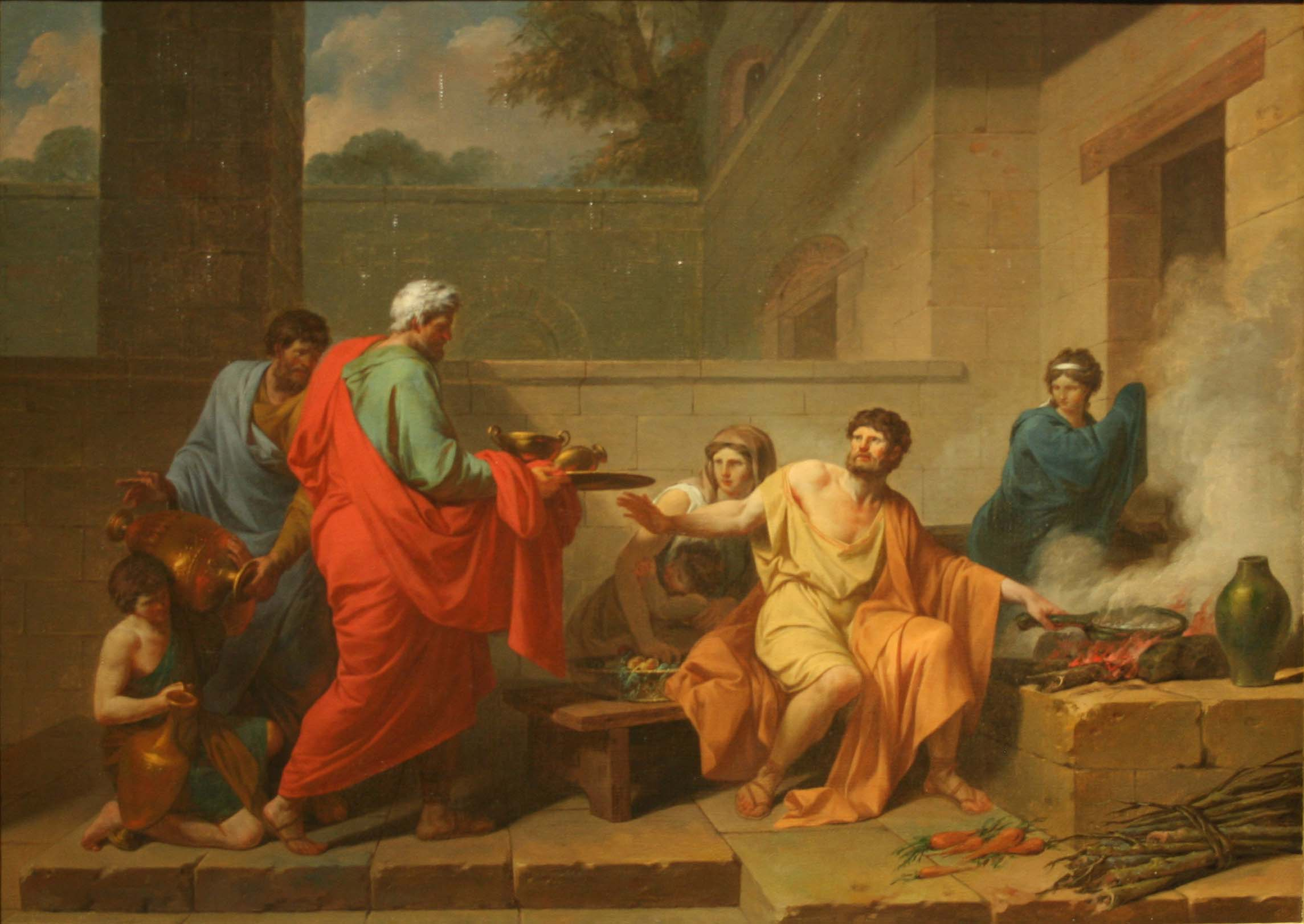
「サムニウム人からの賄賂を拒むデンタトゥス 」(1787) マルセイユ美術館蔵
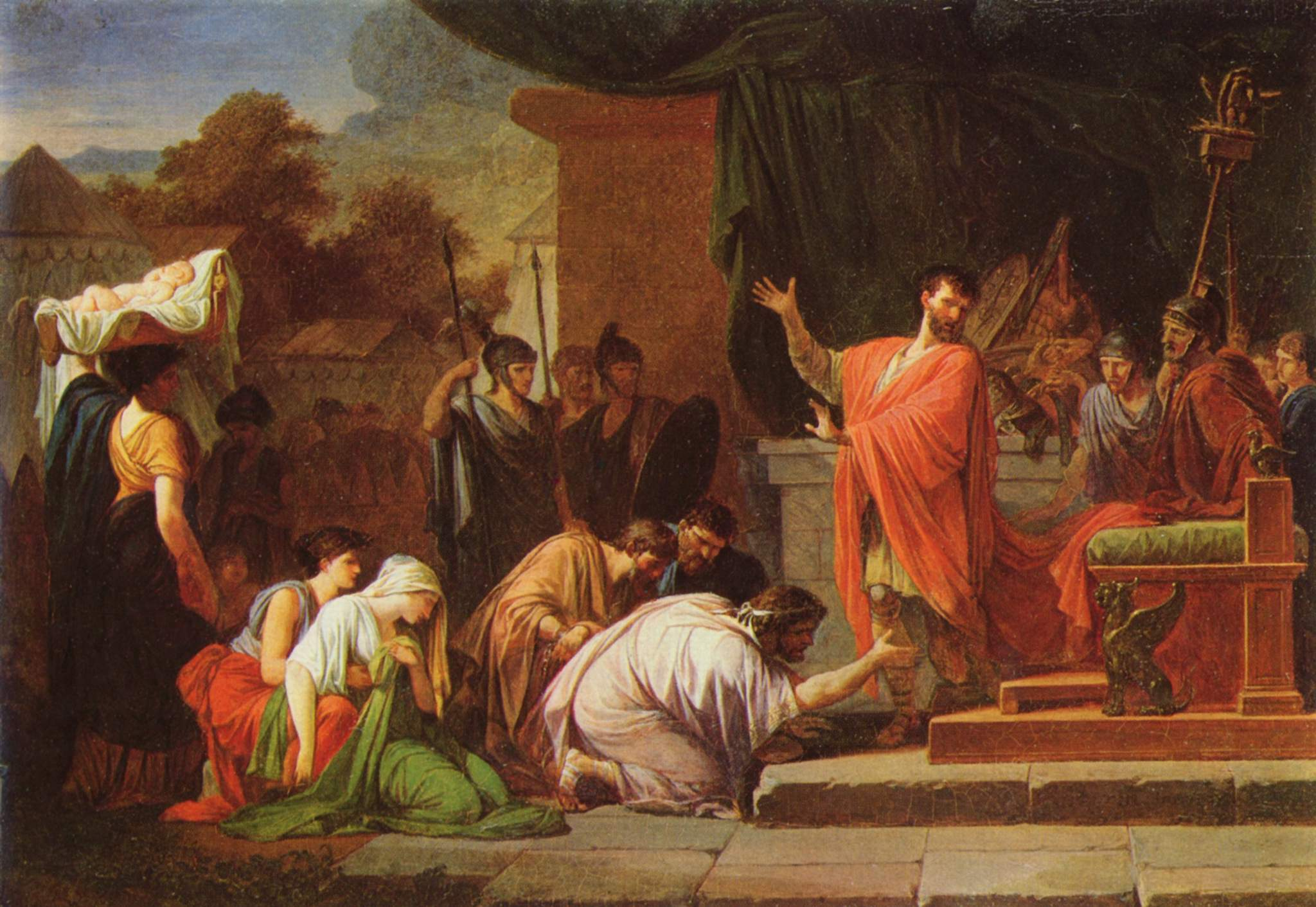
ペルセウス王とエミリウス・パウルス (1802) ブダペスト美術館蔵